# Angela Carini
Angela Carini (Acerra, 1998. október 6. –) olasz női ökölvívó. Hazája színeiben részt vett a 2020-as tokiói és a 2024-es párizsi olimpián. Civilben szüleihez hasonlóan rendőrként dolgozik, és tagja az olasz nő rendőrségi sportválogatottnak (Gruppo Sportivo Fiamme Oro).
A 2020-as olimpián a legjobb 16 között a tajvani Chen Nien-chin győzte le őt. 2024-ben kisebb botrány alakult ki, miután az algériai Imane Khelif elleni mérkőzését mindössze 46 másodpercet követően feladta egy arcát ért ütést követően. Később elnézést kért ellenfelétől.